# Oliver Acii
Oliver Acii (sinh ngày 24 tháng 5 năm 1970) là một vận động viên chạy nước rút đã nghỉ hưu ở Uganda.
Cô đã thi đấu trong 60 mét tại Giải vô địch trong nhà thế giới năm 1987, và trong cả hai lần tiếp sức 200 mét và 4 x 100 mét tại Thế vận hội Olympic 1988, nhưng không lọt vào vòng chung kết trong cả hai sự kiện.
Thời gian tốt nhất cá nhân của cô là 11,30 giây trong 100 mét, đạt được vào tháng 1 năm 1990 tại Đại hội Thể thao Khối thịnh vượng chung 1990 ở Auckland; và 23,49 giây trong 200 mét, đạt được tại Đại hội Thể thao toàn châu Phi 1987 ở Nairobi.